# Bochumer Matrizentest
Der Bochumer Matrizentest (BOMAT) ist ein sprachfreier Intelligenztest, der auf der Grundlage der Klassischen Testtheorie entwickelt wurde. Die intellektuelle Leistungsfähigkeit wird mit Hilfe von Matrizenaufgaben systematisch erfasst. Dabei gilt es, das leere Feld einer 5×3-Matrix durch eine von sechs vorgegebenen Wahlalternativen korrekt zu ergänzen.
Es existieren drei verschiedene Versionen des BOMAT:
- BOMAT –advanced
- BOMAT –advanced–short version
- BOMAT –standard

Bei allen drei Formen handelt es sich um „power-speed“-Tests. Innerhalb der Bearbeitungszeit („Speed-Aspekt“) soll eine begrenzte Anzahl von Items möglichst richtig beantwortet werden („Power-Aspekt“). Der BOMAT wurde auch in Tschechien, Italien , Norwegen, Dänemark , England und Schweden publiziert.

## BOMAT –advanced
Bei dem BOMAT –advanced handelt es sich um einen Leistungstest, der innerhalb der Zielgruppe der Studierenden und Absolventen von Universitäten hinsichtlich der intellektuellen Leistungsfähigkeit differenziert. Er eignet sich auch zur Identifikation von high potentials. Das Verfahren besteht aus 40 Items, die in der Zeitvorgabe von 80 Minuten bearbeitet werden sollen. Vorangestellt sind 10 Aufgaben zur Übung und Einarbeitung in die Logik des Verfahrens. Der BOMAT –advanced kann auch zur Testung größerer Gruppen verwendet werden. Durch die Nutzung der zwei vorhandenen Parallelformen A und B wird dabei das Abschreiben der Testanden verhindert.
Das Verfahren zeichnet sich durch eine hohe Zuverlässigkeit aus (interne Konsistenz für Form A = .91 und für Form B = .90). Die Gültigkeit des Verfahrens, genauer die externe Validität, wurde ebenfalls überprüft. Es ergeben sich statistisch signifikante Zusammenhänge mit der Abiturnote (für beide Formen = .-38). Zu beachten ist, dass die negative Korrelation Ausdruck der gegensätzlichen Polarität von Abiturnote und BOMAT-Punktwert ist. Als Maß der internen Validität wurde der Zusammenhang zwischen BOMAT –advanced und dem Zahlen-Verbindungs-Test von Oswald und Roth untersucht. Das Ergebnis ist ein aussagekräftiger Zusammenhang von .56 für Form A und .51 für Form B.
Für den BOMAT –advanced liegen Normen in Form von Sten-Werten, Prozenträngen und Dezilen vor.

## BOMAT –advanced–short version
Es handelt sich um eine Kurzversion des BOMAT –advanced, die aus 29 Testitems besteht. Die Brutto-Bearbeitungszeit des Verfahrens liegt bei 60 Minuten und ergibt sich aus einer 15-minütigen Instruktion durch den Testleiter sowie der 45-minütigen Netto-Bearbeitungszeit. Die Instruktion wird durch 10 Übungsaufgaben mitsamt verschriftlichtem Lösungsweg unterstützt.
Der Leistungstest kann sowohl als Paper-Pencil-Version bearbeitet werden als auch im computergestützten Hogrefe Testsystem. Über die zwei Parallelversionen A und B hinaus existieren im Hogrefe Testsystem zudem die Versionen C und D. Die Normierung basiert auf einer Stichprobe von 668 Testanden, die allesamt zur Zielgruppe des Verfahrens gehörten.
Neben dem Aspekt der Messgenauigkeit ist die Validität eines Verfahrens von entscheidender Bedeutung. Als Kriterium der inneren Validität wurden die Werte des Zahlen-Verbindungs-Tests von Oswald und Roth herangezogen. Die Korrelation zwischen der BOMAT –advanced–short version und dem ZVT beträgt .58 für Form A und .51 für Form B. Zwischen der Kurzversion des BOMAT –advanced – und der Abiturnote besteht eine Korrelation von -.33 für Form A und -.35 für Form B.
Ein Vergleich des BOMAT mit Dimensionen eines Assessment Centers ergab signifikante Korrelationen mit den Facetten „Präsentation“, „Analysevermögen“, „Schlussfolgern“ sowie  „Planung und Organisation“. Ebenfalls hohe Zusammenhänge fanden sich in Bezug auf die „Flüssigkeit“ und „Vielfalt“, gemessen mit einem Test zum produktiven Denken. Wie im Falle des BOMAT –advanced liegen Sten-Werte, Prozenträngen und Dezilen zur Einordnung eines individuellen Testergebnisses vor.

## BOMAT –standard
Der BOMAT –standard wurde speziell für den Einsatz bei Schülerinnen und Schülern aller Schulformen konzipiert. Somit kann das Verfahren bei der Auswahl von Auszubildenden genutzt werden. Nach der Bearbeitung eines Übungshefts stehen 30 Minuten zur Verfügung, um die Testitems zu lösen. Insgesamt lässt sich der Test innerhalb einer Schulstunde durchführen. Das Verfahren wurde an einer Stichprobe von über 3000 Schülerinnen und Schülern aller Schulformen normiert.
Der BOMAT –standard hat eine interne Konsistenz von .79 (Version A) bzw. .82 (Version B), die Retest-Reliabilität liegt bei .76 (Version A) bzw. .79 (Version B). Die Konstruktvalidität wurde mit Hilfe des ZVT, des CFT und der SPM ermittelt. Die Korrelation der Verfahren liegt zwischen .39 und .64.